# Pingasa nobilis
Pingasa nobilis là một loài bướm đêm trong họ Geometridae.